# Apamée Kibotos
Pour les articles homonymes, voir Apamée (homonymie).

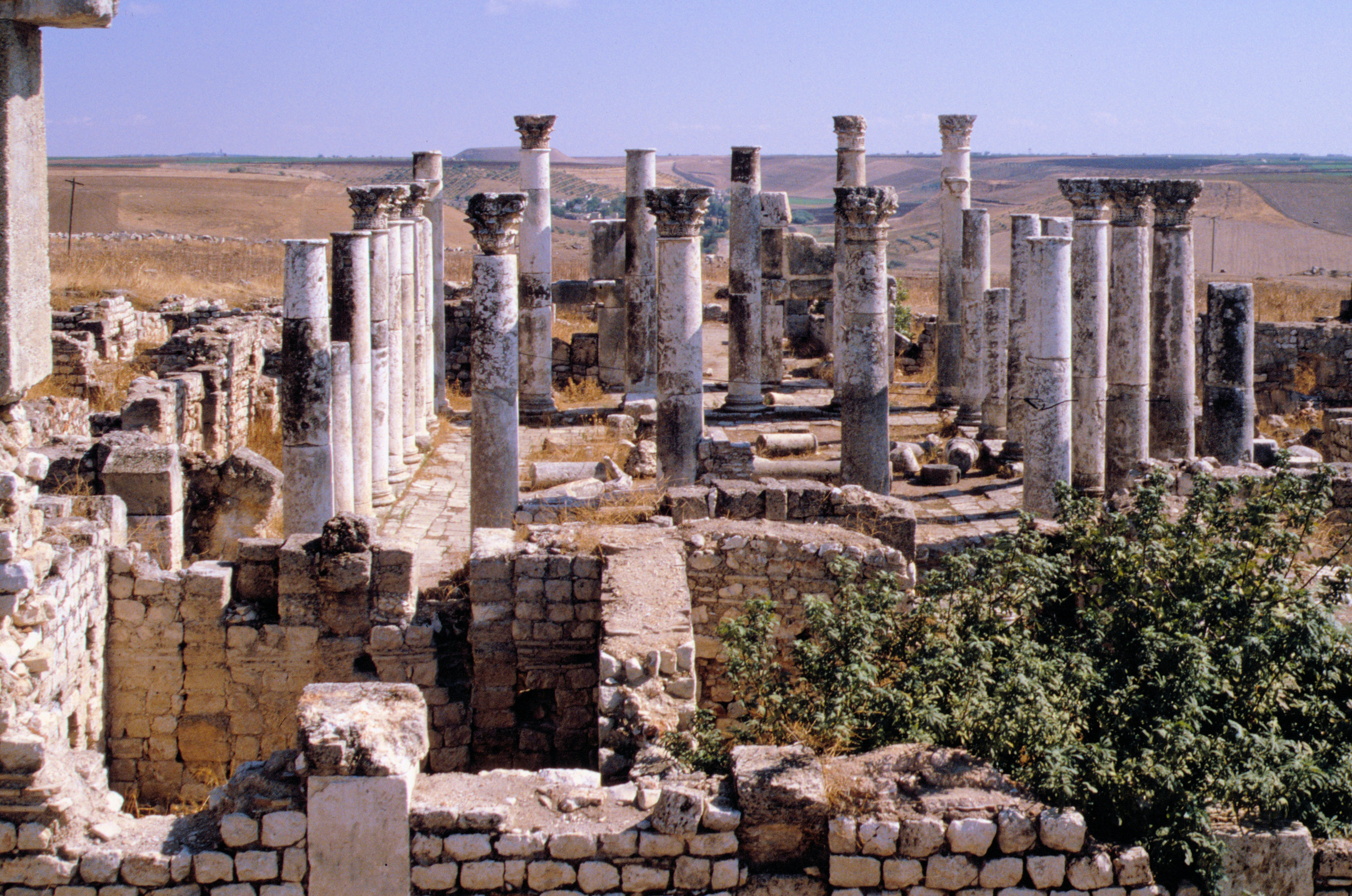
Ancienne colonie d'Apamée Kibotos.

Apamée Kibotos, aussi appelée « Apamée Méandre » (du fleuve Méandre), en grec ancien « Ἀπάμεια » était une ville antique en Anatolie, refondée au IIIe siècle av. J.-C. par Antiochos Ier, qui lui donna le nom de sa mère Apama, épouse de Séleucos Ier Nicator. Cette ville a été la capitale d'Antiochos Ier et est située au carrefour de grandes voies en Asie Mineure. 
Elle était à l'époque hellénistique en Phrygie, mais est devenue une partie de la province romaine de Pisidie. Elle était proche, mais sur un terrain inférieur, de Celaenae. Aujourd'hui, la majeure partie de la ville d'Apamée Kibotos est recouverte par la ville de Dinar en Turquie.
Cette ville fut le lieu de signature de la fameuse paix d'Apamée en 188 av. J.-C., entre Antiochos III et Rome, à la suite de la victoire romaine, mettant un terme à la guerre antiochique.

## Prospection du site de Kelainai / Apamée Kibotos

### Prospections
Selon les nombreuses prospections, la ville a été construite à côté de la ville de Kelainai (appelée aussi Celaenae). D'après Strabon dans sa Géographie, Apamée Kibotos se situait près de la source de la Marsyas et que la rivière coulait au centre de la ville. Les prospections menées en 2008-2009, montrent effectivement que la ville se situait vers la source de Marsyas et qu'à côté se trouve un plateau de 2,5 hectares où se trouvait probablement le palais de Xerxès Ier. Le plateau est situé vers le rocher Suçikan et la colline Toptepe à l'Est. Les prospections géophysiques qui ont été faites sur la colline de Toptepe ont également permis de trouver des possibles portes monumentales, des tours et des ensembles de structures ayant une orientation nord-sud ou alors est-ouest.
Derrière le rocher Suçikan, la prospection a permis de découvrir un stade dont cinq rangées de gradins sont ensevelis tandis que sept sont visibles. Ces gradins se situent à l'est du stade. Il n'y a probablement aucun gradin à l'Ouest. Selon les archéologues Askold Ivantchik, Alexander Von Kienlin et Lâtif Summerer, le stade pourrait posséder une vingtaine de rangées de gradins.
Cependant, beaucoup de monuments qui auraient pu être encore visibles ont été détruits, notamment dus à la réutilisation des matériaux pour la construction de la ville moderne de Dinar, construite sur le site, comme semble l'indiquer la diminution d'intensité du signal durant les prospections électromagnétique au sud-ouest de l'escalier du stade. La disparition des vestiges est également due à la construction d'axes routiers à Dinar menant à leurs destructions.

### Fouilles
Grâce aux nombreux tessons de céramique retrouvés durant les fouilles, les archéologues ont montré que l'espace avait été occupé bien avant la période hellénistique. Les tessons les plus anciens remontent à l'âge du fer, mais la majorité datent de l'époque hellénistique (IVe - Ier siècle av. J.-C.) et de l'époque romaine (Ier - IIIe / IVe siècle apr. J.-C.).
À côté du stade, des fragments de colonnes dorique et d'autres éléments architecturaux ont été retrouvés, et proviennent d'une potentielle stoa datant de l'époque hellénistique.
Dans le secteur de l'Agora et potentiellement du forum, des chapiteaux doriques ont été retrouvés, mais également des autels dédiés à Hygie et Asclépios et probablement liés à une stoa et l'agora serait associé justement à cet endroit puisqu'il y a eu une inscription honorifique retrouvée non loin de l'endroit où étaient les autels et les chapiteaux. Les fûts de colonnes retrouvés permettent d'estimer la hauteur à 6 m. Grâce à la forme des chapiteaux, le monument a été daté au Ier siècle av. J.-C.
Dans le quartier sud-est de Dinar a été retrouvé un temple d'Artémis Anaïtis, mais également des tombes, et des sarcophages décorés datant de la basse époque romaine.
Dans les quartiers nommés 1, 2, 3 et 5, les constructions modernes ont quasiment effacé tout vestige antique, mais malgré tout ont été retrouvés des blocs monumentaux dont une corniche et les traces d'un pont. Les fouilles ont permis de montrer que l'ancien centre culturel d'Apamée Kibotos se situait à côté du stade, à savoir vers la colline d'Üçlerce, avec autour de nombreuses nécropoles.
Une inscription a été mise au jour par Th. Drew-Bear et J.-M Fillon. qui date de la basse époque hellénistique et qui mentionne et honore un gymnasiarque nommé Polystratos. Cependant, l'inscription ne nous donne aucune information supplémentaire.
Des monnaies ont également été retrouvées et sont au nombre de 5 946 et seraient datées entre 133 et 48 av. J.-C. Elles sont toutes semblables au droit, montrant Athéna portant un casque corinthien et au revers, on y voit un aigle ayant les ailes déployées, sous ses serres le motif d'un méandre et des étoiles représentant les Dioscures.

### Architecture
Les vestiges constituant l'antique Apamée Kibotos ont été fortement endommagés, la majorité détruite. Lors de la fouille, seul le stade et le théâtre ont pu livrer de réelles informations aux archéologues. Il y a une forte hellénisation à la suite de la refondation de la cité.

#### Le théâtre
Le théâtre a été tout d'abord fouillé dans les années 1980, lors d'une mission de sauvetage avec le musée d'Afyon. La cavea n'est aujourd'hui constituée qu'en majorité d'éléments de fondation qui sont toujours visibles et quelques sièges seulement. La scène, elle est encore en élévation et est constituée de moellons. Un proskenion a aussi été retrouvé. Selon les archéologues, la façade du théâtre d'un entablement ionique-dorique qui est un style arrivant à la fin de la période hellénistique. Malgré l'influence romaine, notamment dans la transformation du proskenion en scaenefron. 

#### Le stade
Les gradins de ce stade se trouvant au centre de Dinar, ont également été découverts durant la fouille de 1980. Le bâtiment devait mesurer aux environs de 54m de largeur et 180m de longueur. L'emplacement de la nivea et de la spina sont connus grâce au travail de la roche et la piste de course mesurait aux environs de 27 m.
Le stade est daté de la période hellénistique ou début de l'époque impériale, grâce aux pieds de lions qui ornent l'escalier.

## Apamée dans les récits
D'après N.Zwingmann, le mythe de l'arche de Noé est très présent à Apamée, car l'arche prend sur les monnaies la forme d'un coffre (kibotos), car elle se serait échouée à Apamée, ce qui expliquerait la présence d'une communauté juive probablement dès la refondation de la cité par Modèle:Nnoble-. Elle apparaît également dans le Talmud, comme une destination fabuleuse.

## Source
- (en) Cet article est partiellement ou en totalité issu de l’article de Wikipédia en anglais intitulé « Apamea (Phrygia) » (voir la liste des auteurs).

- Labarre Guy. Les premiers résultats du projet Kelainai-Apamée Kibotos. Sous la direction de L. Summerer, A. Ivantchik, A. Von Kienlin, Kelainai-Apameia Kibotos. Développement urbain dans le contexte anatolien. Stadtentwicklung in anatolischen Kontext, Actes du colloque international (Munich, 2-4 avril 2009). In: Dialogues d'histoire ancienne, vol. 37, n°2, 2011. pp. 237-239.

- Ivantchik Askold I., von Kienlin Alexander, Summerer Latife. Recherches à Kélainai -Apamée Kibotos en 2008-2009. Rapport préliminaire. In: Anatolia Antiqua, Tome 18, 2010. pp. 109-140.